# Крайтон-Стюарт, Джон, 8-й маркиз Бьют
Джон Брайсон Крайтон-Стюарт, 8-й маркиз Бьют (англ. John Bryson Crichton-Stuart, 8th Marquess of Bute; род. 21 декабря 1989) — шотландский аристократ. Он был известен как лорд Маунт-Стюарт с 1989 по 1993 год и граф Дамфрис с 1993 по 2021 год. В последние годы он стал известен под именем Джек Дамфрис.
Семейным домом является Маунт-Стюарт-хаус на острове Бьют, в то время как маркиз в настоящее время проживает в Лондоне.

## Биография
Лорд Бьют родился 21 декабря 1989 года в одной из самых выдающихся аристократических семей Шотландии. Единственный сын Джона Колума Крайтона-Стюарта, 7-го маркиза Бьюта (1958—2021), и его первой жены Кэролин Уодделл. Потомок премьер-министра Великобритании Джона Стюарта, 3-го графа Бьюта. Лорд Бьют является наследником большого состояния, и в 2019 году в списке богатейших людей Sunday Times его отец занял 825-е место среди богатейших людей Соединенного Королевства.
Лорд Бьют в настоящее время не женат и не имеет детей: если он останется таким, то маркизат Бьют и графство Дамфрис, которые с 1814 года принадлежат одному и тому же лицу, разделятся. Титул маркиза Бьют зарезервирован только для наследников мужского пола, и поэтому предполагаемый наследник нынешнего маркиза его дядя лорд Энтони Крайтон-Стюарт (род. 1961), младший брат 7-го маркиза. Графство Дамфрис может передаваться и передавалось в своей истории по женской линии. Таким образом, старшая сестра лорда Бьют леди Кэролайн Крайтон-Стюарт (род. 1984) является предполагаемой наследницей этого титула.

## Титулатура
- 8-й маркиз Бьют (с 22 марта 2021)
- 13-й лорд Санкуар (с 22 марта 2021)
- 8-й барон Кардифф из Кардифф-Касла (с 22 марта 2021)
- 9-й барон Маунт-Стюарт из Уортли, Йоркшир (с 22 марта 2021)
- 13-й виконт Эйр (с 22 марта 2021)
- 8-й граф Виндзор (с 22 марта 2021)
- 8-й виконт Маунтджой с острова Уайт (с 22 марта 2021)
- 20-й лорд Крайтон из Санкуара (с 22 марта 2021)
- 13-й лорд Крайтон из Санкуара и Самнока (с 22 марта 2021)
- 13-й граф Дамфрис (с 22 марта 2021)
- 11-й граф Бьют (с 22 марта 2021)
- 14-й баронет Стюарт из Бьюта (с 22 марта 2021)
- 11-й лорд Маунтстюарт, Камра и Инчмарнок (с 22 марта 2021)
- 11-й виконт Кингарт (с 22 марта 2021).